# 普拉普環礁

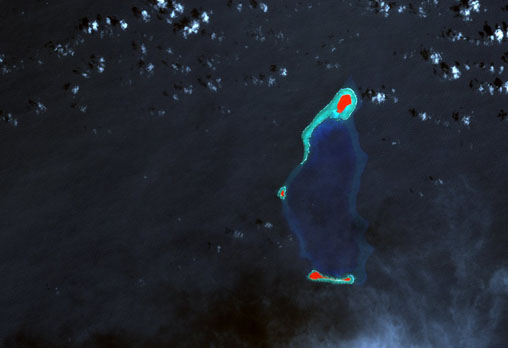

普拉普環礁（Pulap、Pollap、Fanadik）是西太平洋島國密克羅尼西亞聯邦的環礁，屬於加羅林群島的一部分，位於楚克以西約220公里，面積1平方公里，2006年人口1,212。